# Bursari
Bursari è una delle diciassette aree a governo locale (local government area) in cui è suddiviso lo stato di Yobe, in Nigeria. Estesa su una superficie di 3.818 chilometri quadrati, conta una popolazione di 109.124 abitanti.